# Thiram
Thiram, de triviale naam voor dimethylcarbamothioylsulfanyl-N,N-dimethyldithiocarbamaat, is een organische verbinding met als brutoformule C6H12N2S4. De stof komt voor als kleurloze kristallen, die onoplosbaar zijn in water. Thiram wordt gebruikt als antiparasitair middel. Het behoort tot de klasse der dithiocarbamaten.

## Toxicologie en veiligheid
De stof ontleedt bij verbranding met vorming van giftige dampen, waaronder zwaveloxiden en koolstofdisulfide. Thiram reageert met sterk oxiderende stoffen, zuren en oxideerbare materialen.
De stof is irriterend voor de ogen, de huid en de luchtwegen. Herhaald of langdurig contact met thiram kan de huid gevoelig maken. De stof kan effecten hebben op de schildklier en de lever.